# Sungai Jodoh
Sungai Jodoh is een bestuurslaag in het regentschap Batam van de provincie Riau-archipel, Indonesië. Sungai Jodoh telt 13.129 inwoners (volkstelling 2010).